# Традесканция виргинская
Традесканция виргинская (лат. Tradescantia virginiana) — вид многолетних травянистых растений из рода Традесканция (Tradescantia).

## Распространение и среда обитания
Традесканция виргинская произрастает в восточной части Соединённых Штатов Америки, на запад до Миссури, на юг до северной Южной Каролины и штата Алабама, севера Онтарио, Вермонта, и Мичигана. Однако, большая часть северного ареала представляет садовые виды, а не коренную дикую популяцию. Данное растение обычно выращивается в садах и многие садовые традесканции являются гибридами традесканции виргинской и других видов.

## Ботаническое описание
Данное растение имеет простые листья на трубчатых стеблях и цветки голубого, пурпурного или белого цвета, которые появляются в летнее время.

## Разновидности

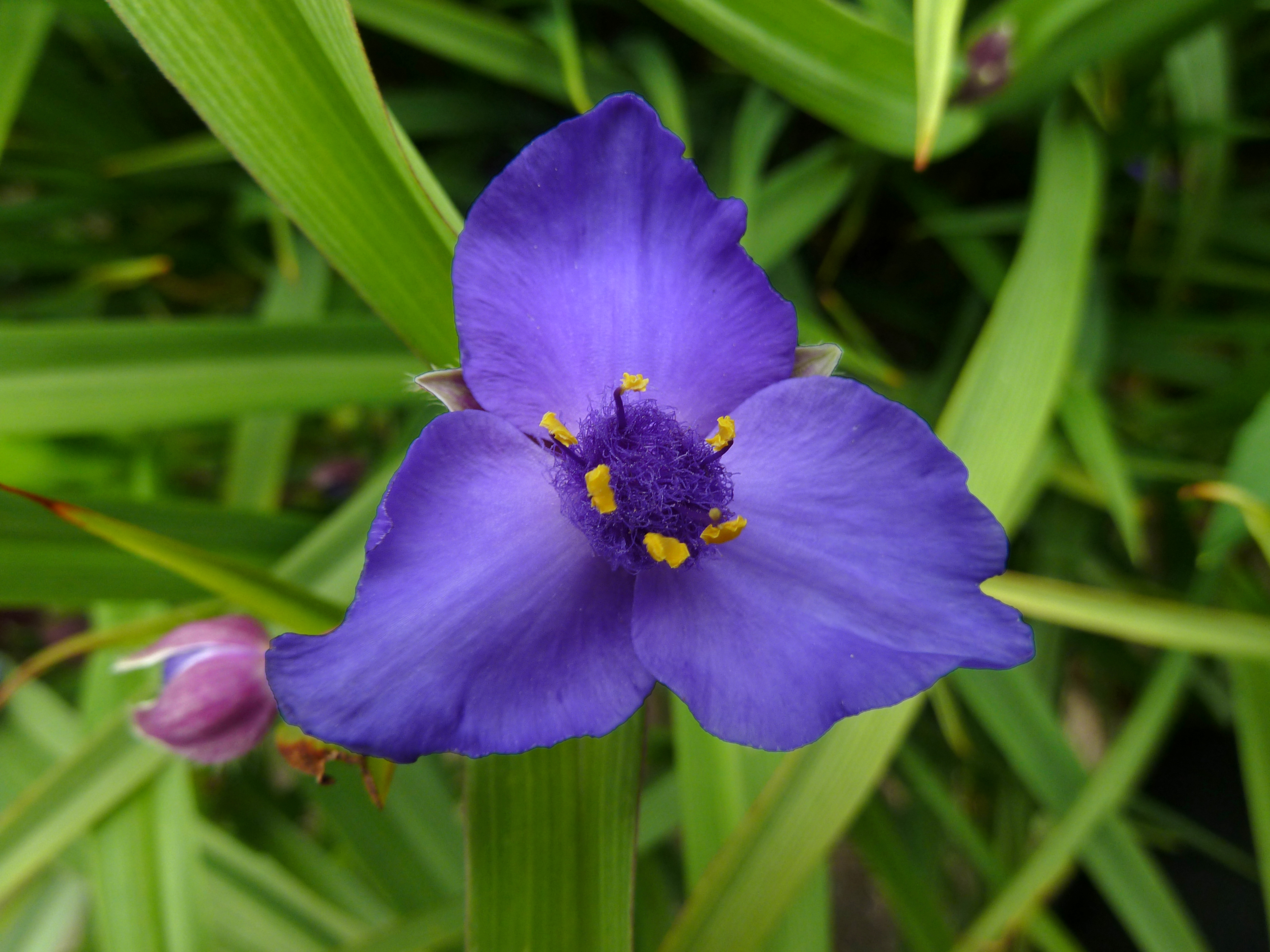
Цветок

- Tradescantia virginiana var. alba
- Tradescantia virginiana var. barbata